# Italská ženská fotbalová reprezentace
Italská ženská fotbalová reprezentace reprezentuje Itálii na mezinárodních fotbalových akcích, jako je mistrovství světa žen nebo ženský turnaj na olympijských hrách.

## Olympijské hry
| Rok    | Účast                                           | Soupisky |
| ------ | ----------------------------------------------- | -------- |
| 1996   | Nekvalifikovaly se                              |          |
| 2000   | Nekvalifikovaly se                              |          |
| 2004   | Nekvalifikovaly se                              |          |
| 2008   | Nekvalifikovaly se                              |          |
| 2012   | Nekvalifikovaly se                              |          |
| 2016   |                                                 |          |
| Celkem | Účast – 0× Zlato – 0×, Stříbro – 0×, Bronz – 0× |          |

## Mistrovství světa
| Rok    | Účast                                           | Soupisky |
| ------ | ----------------------------------------------- | -------- |
| 1991   | Prohra ve čtvrtfinále s Norskem                 |          |
| 1995   | Nekvalifikovaly se                              |          |
| 1999   | Základní skupina                                |          |
| 2003   | Nekvalifikovaly se                              |          |
| 2007   | Nekvalifikovaly se                              |          |
| 2011   | Nekvalifikovaly se                              |          |
| 2015   | Nekvalifikovaly se                              |          |
| 2019   | Prohra ve čtvrtfinále s Nizozemsko              |          |
| 2023   | Základní skupina                                | Soupiska |
| Celkem | Účast – 4× Zlato – 0×, Stříbro – 0×, Bronz – 0× |          |

## Mistrovství Evropy
| Rok    | Účast                                            | Soupisky |
| ------ | ------------------------------------------------ | -------- |
| 1984   | Prohra v semifinále s Švédskem                   |          |
| 1987   | Bronzová medaile                                 |          |
| 1989   | 4. místo                                         |          |
| 1991   | 4. místo                                         |          |
| 1993   | Stříbrná medaile                                 |          |
| 1995   | Nekvalifikovaly se                               |          |
| a 1997 | Stříbrná medaile                                 |          |
| 2001   | Základní skupina                                 |          |
| 2005   | Základní skupina                                 |          |
| 2009   | Prohra ve čtvrtfinále s Německem                 |          |
| 2013   | Prohra ve čtvrtfinále s Německem                 |          |
| 2017   | Základní skupina                                 |          |
| 2022   | Základní skupina                                 |          |
| 2025   | Prohra v semifinále s Anglií                     |          |
| Celkem | Účast – 13× Zlato – 0×, Stříbro – 2×, Bronz – 1× |          |